# Granadai Alahor
A Granadai Alahor vagy Alahor Granadában (olaszul Alahor in Granata) Gaetano Donizetti kétfelvonásos operája (opera seria). A szövegkönyvet valószínűleg Andrea Monteleone írta (a kéziraton csak M.A. jelenik meg) Etiénne de Jouy Luigi Cherubini számára írt, Les Abencerages című librettója alapján, aminek forrása Jean-Pierre-Claris de Florian Gonzalve de Cordove, ou Grenade reconquise című műve. Az ősbemutatóra 1826. január 7-én került sor a palermói Real Teatro Carolinóban. A mű eredeti partitúrája elveszett, Andrea Monteleone másolata több mint egy évszázaddal később került elő Bostonban. Magyarországon még nem játszották.

## Szereplők
| Szereplő                            | Hangfekvés   | Az ősbemutató szereposztása |
| ----------------------------------- | ------------ | --------------------------- |
| Zobeida, Mohamed lánya, Alahor húga | szoprán      | Elisabetta Ferron           |
| Alahor, Mohamed fia                 | bariton      | Antonio Tamburini           |
| Muley-Hassem, Granada királya       | alt          | Marietta Gioia Tamburini    |
| Sulima, Zobeida kedvenc rabszolgája | mezzoszoprán | Carlotta Tomassetti         |
| Alamar, a törzs vezetője            | tenor        | Berardo Winter              |
| Ismaele, Alamar állítólagos barátja | tenor        | Salvatore Patti             |
| Törzstagok, katonák, nép.           |              |                             |

## Cselekménye

### Első felvonás
Alahor, az abenszerázs titokban visszatér száműzetéséből és bosszút forral apja haláláért, akit az ősi ellenségek, a zegrisek gyilkoltak meg. Alamar, a zegrisek feje bosszút esküszik Muley Hassem király ellen, mivel az visszautasította leánya kezét és helyette az abenszerázsokból származó Zobeidát szándékszik maga mellé emelni. Alahor álruhát ölt és bejut az Alhambrába, a király palotájába. Itt megtudja, hogy a húga, Zobeida él és jól van. Felveszi a kapcsolatot Sulimával, Zobeida kedvenc rabszolgájával, aki bevezeti a leány elé. Alahor nem fedi fel kilétét, hanem elmeséli a lánynak élete történetét a királyt pedig azzal vádolja, hogy akarattal szítja a két törzs közötti viszályt. Nem számít arra, hogy a leány megvédi a kedvesét. A feldühödött Alahor ekkor felfedi kilétét és emlékezteti őt nemzetsége iránti kötelezettségeire. A király visszatér a palotába és az összesereglett nép előtt bejelenti, hogy feleségül veszi Zobeidát, de a lány elutasítja mondván, nem lehet a felesége, mert így elárulná törzsét. A dühös királynak az ijedt lány többet is elmond: bátyja hazatérését és azt is, hogy az életére törnek. Eközben Alahor találkozik Alamarral. A két ellenség a közös cél elérése érdekében szövetséget köt. A szövetség tagja Ismaele is, aki titokban azonban a királyhoz hűséges. Ismaele felkeresi a királyt és beszámolni neki az ellene irányuló összeesküvésről.

### Második felvonás
A király nem érti, hogy miért akar az életére törni Alahor, ezért álruhába bújik és felkeresi őt. Beszélgetésük során azonban nem sikerül meggyőznie Alahort a „király tisztességes szándékáról” és belátja, hogy ellenfele hajthatatlan. Ekkor felfedi magát. Alahor rátámad, de a király testőrei közbelépnek és lefogják. A király megkegyelmez neki, és felajánlja neki, hogy Zobeida is szabadon távozhat. E nagylelkűség láttán Alahor eláll tervétől, sőt szembeszáll a közben mindenünnen előtörő összeesküvőkkel. Alamart lefegyverzik és elfogják, de a király ismét nagylelkű. Megbocsát Alamarnak is. A két nemzetség feje kibékül, Zobeida pedig boldogan nyújthatja a kezét a királynak.